# Натараян, Приямвада
Приямвада (Прия) Натараян (англ. Priyamvada Natarajan) — профессор астрономии и физики в Йельском университете. Известна своей работой над картографированием тёмной материи и тёмной энергии, а также исследованиями гравитационных линз и сверхмассивных чёрных дыр.

## Биография
Прия Натараян родилась в Коимбатуре (Тамилнад, Индия) в семье учёных; одна из трёх детей. Выросла в Дели, где посещала частную среднюю школу.
Изучала физику и математику в Массачусетском технологическом институте. В 1991—1993 годах также была участницей программ по науке и технологии и общества. Завершила дипломную работу по теоретической астрофизике в Институте астрономии Кембриджского университета в Англии, где была членом Тринити-колледжа. Проводила последипломные исследования в Канадском институте теоретической астрофизики в Торонто (Канада).

## Исследования
Исследует такие разделы:
- гравитационные линзы;
- скопления галактик;
- аккреционные диски;
- формирование галактик и роль квазаров;
- двойные чёрные дыры;
- Гамма-излучение.

## Награды и премии
- Emeline Conland Bigelow Fellowship в Radcliffe Institute Гарвардского университета (2008)[2]
- Guggenheim Fellowship (2009)[3]
- премия «Лицо будущего» от India Abroad Foundation (2009)
- премия за академические достижения от Global Organization для People of Indian Origin (GOPIO)
- член Королевского астрономического общества (с 2009), Американского физического общества (2010) и Explorers Club (2010)
- JILA (Joint Institute for Laboratory Astrophysics) Fellowship (2010)
- премия India Empire NRI за достижения в науке (2011)
- была приглашённым исследователем Научного института космического телескопа в Балтиморе по программе Caroline Herschel (2012)[4].

Кроме должностей в Йеле и Гарварде, является также профессором Копенгагенского университета и почётным профессором университета Дели.
Является членом редколлегии журнала «Nova ScienceNow».